# Vaskuunjärvi
Vaskuunjärvi är en sjö i Finland. Den ligger i kommunen Virdois i landskapet Birkaland, i den sydvästra delen av landet, 240 km norr om huvudstaden Helsingfors. Vaskuunjärvi ligger 136,4 meter över havet. Arean är 1,5 kvadratkilometer och strandlinjen är 16,04 kilometer lång. Sjön  ingår i Kumo älvs huvudavrinningsområde.   I omgivningarna runt Vaskuunjärvi växer i huvudsak barrskog.
I övrigt finns följande i Vaskuunjärvi:
- Selkäsaari (en ö)
- Särkänsaari (en ö)